# David Twohy
David Neil Twohy (nascido em 18 de outubro de 1955) é um cineasta e roteirista norte-americano.

## Vida pregressa
Twohy nasceu no Condado de Los Angeles, Califórnia. Ele estudou na Universidade Estadual da Califórnia, em Long Beach, graduando-se em rádio/televisão/cinema.

## Carreira
Seus mais notáveis créditos cinematográficos são o roteiro de The Fugitive, estrelado por Harrison Ford e Tommy Lee Jones, indicado em 1993 para um Writers Guild of America Award de Melhor roteiro baseado em material anteriormente produzido ou publicado e o roteiro e direção de Pitch Black e suas seqüências The Chronicles of Riddick e Riddick, todos estrelados por Vin Diesel.
Como roteirista outros de seus trabalhos são Warlock, Terminal Velocity, estrelado por Charlie Sheen e Nastassja Kinski, Waterworld estrelado por Kevin Costner e G.I. Jane estrelado por Demi Moore e dirigido por Ridley Scott

## Filmografia

### Diretor
- Timescape (1992) (também conhecido como Grand Tour: Disaster in Time)[7]
- The Arrival (1996)
- Pitch Black (2000)[2]
- Below (2002)
- The Chronicles of Riddick (2004)
- A Perfect Getaway (2009)
- Riddick (2013)

### Roteiro
- Critters 2: The Main Course (1988)
- Warlock (1989)
- Alien 3 (1992) (roteiro premilinar não utilizado)
- Timescape (1992)[7]
- The Fugitive (1993)
- Terminal Velocity (1994)
- Last Gasp (1995) (filme para tv)
- Waterworld (1995)
- The Arrival (1996)
- G.I. Jane (1997)
- Pitch Black (2000)[2]
- Impostor (2002)
- Below (2002)
- The Chronicles of Riddick (2004)
- A Perfect Getaway (2009)
- Riddick (2013)

### Ator
- Below (2002) - Capitão britânico